# ECI方式
ECI方式（ECIほうしき、英語: Early contractor involvement、アーリー・コントラクター・インボルブメント方式）あるいは先行発注型三者協定方式とは、主たる元請業者がプロジェクトの初期段階で関与して設計段階への意見を提供する建設契約の一種である。これは、設計段階の終わりになってから請負業者を参加させる設計-入札-施工方式（DBB方式）とは対照的なものとなっている。このモデルにより、請負業者はスキームの設計に情報を提供し、バリューエンジニアリングの変更を提案可能となる。調査によると、ECIを使用することで、建設段階の時間で約10％、コストで7％の節約が達成可能とされる。 ECI方式は、2000年代初頭から英国で人気が高まっており、オーストラリアやニュージーランドでも採用されている。

## 概要
従来のDBB方式では、元請業者は詳細な設計が完了して初めて契約を締結する。入札案内が公表され、施工の応札をした複数の請負業者の中から落札者が工事を完成させることとなる。請負業者は伝統的に入札そのものへの報酬を支払われないので、落札者だけが建設工事の利益率を通じてコストを回収する機会を得ることとなる。落札できなかった業者は、煩雑な積算に多額の費用がかかるため、価格の高騰をもたらしがちであった。
ECI方式では、プロセスの早い段階で単一の請負業者が選択され、計画策定に対して報酬が支払われる。これは、クライアントの希望に応じて、予備設計/コンセプト設計または詳細設計のいずれかの段階で行われる。請負業者はその知識と経験を使用してプロジェクトの設計に影響を与えて建設可能性または価値を高めることができ、建設段階のリスクについて助言を求められることもある。請負業者は、追加の専門知識を提供するために、サプライチェーンの下請業者をプロセスに関与させることもできる。請負業者は、クライアントや設計者と相談して、プロセスの中で工事価格を設定することができる。
プロジェクトのコストと計画への影響力は、建設段階よりも設計段階の方が大きいため、ECI契約では、従来の契約よりもバリューエンジニアリングの可能性が高くなる。ECI契約は、従来の公開入札よりも競争が少ないながら、より調和のとれた顧客と請負業者の関係につながる傾向がある 。ECI方式はデザインビルド方式と同様の目的を有しているが、設計責任は設計チームが負う。

## 歴史
この方式は、1976年に初めて研究され、1990年代までの研究では、このようなモデルを採用することで、プロジェクト時間で10％、コストで7％の節約が可能であることが示された。ECI方式は、英国の建設業界における体系的な失敗に対する1994年のレーサム・レポートで推奨され、この手続きは2000年代初頭に普及した。当初、ECIの作業は無給である事が多かったが、請負業者から過小評価されているとの不満の声が上がり、2005年までにほとんどのECIの作業は有償で行われるようになった。これはまた、プロジェクトが建設に至らなかった場合の請負業者の損失回避ともなった。無給のECI契約においては、クライアントが請負業者からの補償請求を受けることもあった。
2015年12月、イギリスの標準約款であるNEC（英語: New Engineering Contract）にECIオプションが導入された。このモデルは、2000年代初頭からニュージーランドやオーストラリアにおいても使用されている。